# پروویدنس (نیویورک)
پروویدنس (به انگلیسی: Providence) یک منطقهٔ مسکونی در ایالات متحده آمریکا است که در شهرستان ساراتوگا، نیویورک واقع شده‌است. پروویدنس ۱۱۶٫۷۹ کیلومتر مربع مساحت و ۱٬۹۹۵ نفر جمعیت دارد و ۴۴۴ متر بالاتر از سطح دریا واقع شده‌است.